# Växthustryffel
Växthustryffel (Hydnangium carneum) är en svampart som beskrevs av Wallr. 1839. Växthustryffel ingår i släktet Hydnangium och familjen Hydnangiaceae.  Arten är reproducerande i Sverige. Inga underarter finns listade i Catalogue of Life.